# Robert Schmiedel
Robert Schmiedel (* 1972 in Annaberg-Buchholz) ist ein deutscher Grafiker und Illustrator.

## Leben
Robert Schmiedel wurde 1972 im sächsischen Annaberg-Buchholz geboren. Nach 1990 in Chemnitz abgelegtem Abitur, studierte Schmiedel nach dem Zivildienst zunächst in Erfurt Kunsterziehung und Germanistik. 1993 wechselte er nach Leipzig und studierte an der HGB ab 1995 in der Grafik- und Malereiklasse von Rolf Kuhrt. 2001 beendete er das Meisterschülerstudium bei Ulrich Hachulla. Es folgten Lehraufträge an der Abendakademie der HGB sowie für Radierung. Robert Schmiedel ist technischer Leiter der Radierwerkstatt der HGB.
Robert Schmiedel lebt und arbeitet in Leipzig.

## Ausstellungen
- 2000: Kunstverein Bad Steben, Rathaus Reichenbach an der Bergstraße
- 2001: Meisterschülerausstellung, HGB Leipzig
- 2002: Hundert Sächsische Grafiken, Chemnitz, Leipzig, Dresden
- 2003: Galerie GVD, Leipzig
- 2004: IDEAL, Kunsthaus Sonneberg, Fürstenlager, Bensheim, Schweiz
- 2005: Radierungen und Zeichnungen, Künstlerhaus Hohenossig[5]
- 2013: Neue Arbeiten, Galerie Irrgang, Leipzig[6]
- 2014: Robert Schmiedel – Landschaften, Historien, Capricci, Panorama-Museum Bad Frankenhausen

## Preise und Stipendien
- 1996: Hans-Meid-Förderpreis für junge Illustratoren, Frankfurt am Main[7]
- 1997: Stipendium der Neufeldt-Stiftung, Frankfurt am Main[8]
- 1998: Auszeichnung im Wettbewerb „Hundert Sächsische Grafiken“
- 2000: Stipendium der Aldegrever-Gesellschaft, Münster[9]
- 2001: Birkner-Preis der HGB Leipzig[10]

## Veröffentlichungen
- Alexander Lernet-Holenia: Der Baron Bagge. Novelle. Mit Radierungen von Robert Schmiedel. Edition Sonblom, Münster 2014, ISBN 978-3-9815582-2-7.
- Landschaften, Historien, Capricc. Ausstellungskatalog. Mit Texten von Gerd Lindner. Panorama Museum Bad Frankenhausen, Bad Frankenhausen 2014, ISBN 978-3-938049-25-9.